# Wola Brzostecka
Wola Brzostecka is een dorp in de Poolse woiwodschap Subkarpaten. De plaats maakt deel uit van de gemeente Brzostek en telt 500 inwoners.